# Todos Somos Colombia
Todos Somos Colombia (TSC) fue un partido político colombiano de centroizquierda creado en 23 de marzo de 2023, fundado como movimiento político en 10 de julio de 2017.
El movimiento se personifica esencialmente en torno a la senadora Clara López. El movimiento nació tras la ruptura con el Polo Democrático Alternativo y pocos meses antes de las elecciones presidenciales de 2018 para apoyar la candidatura de Clara López.
Luego del fracaso en las elecciones presidenciales de ese año, el movimiento atravesó un período de vacío, habiendo ingresado Clara López a la junta directiva del partido Colombia Renaciente. El movimiento se relanzó con la creación de la coalición Pacto Histórico .
Durante las elecciones legislativas de 2022, Clara López se ubicó en el duodécimo lugar del Pacto Histórico para el Senado, resultando electa senadora.
Debido a esta elección y su importante puntaje con el Pacto Histórico, el movimiento Todos Somos Colombia es reconocido como partido político en marzo de 2023.
En 2024 se declaró nula la resolución que reconoció como partido político a Todos Somos Colombia.

## Historia

### Lanzamiento del movimiento en julio de 2017
En abril de 2017, Clara López renunció al Polo Democrático Alternativo, denunciando una «cacería de brujas» y una «coexistencia» imposible dentro del partido de izquierda.
Un mes después, en mayo de 2017, Clara López se postuló para ser candidata a la vicepresidencia en las elecciones presidenciales de 2018, en alianza con el Partido Liberal Colombiano y su entonces candidato Humberto De la Calle.
La Ministra de Trabajo que renunció al gobierno de Juan Manuel Santos lanzó su propio movimiento, Todos Somos Colombia, entre junio y julio de 2017. El 15 de julio, Clara López convocó a una asamblea local en Bogotá, la cual decidió reunirse en una Convención Nacional los días 28 y 29 de julio
Los días 28 y 29 de julio de 2017, la Convención Nacional decidió oficialmente la creación del movimiento político Todos somos Colombia, con Clara López como líder nacional. Durante la convención, el movimiento también decidió apoyar su candidatura para las elecciones presidenciales de 2018.
Sin embargo, dado que el nuevo movimiento de izquierda no tiene reconocimiento legal (personería jurídica) para las elecciones, la candidata Clara López obtiene el apoyo de la Alianza Social Independiente para participar en las elecciones presidenciales de 2018.

### Apelación al Pacto Histórico y elección de Clara López al Senado
Durante la conferencia de prensa de creación de la nueva coalición del Pacto Histórico el 11 de febrero de 2021, Todos somos Colombia decidió integrarse a ella y se sumó a los múltiples movimientos que la integran, a pesar de la falta de reconocimiento legal.
En 2021, Clara López se incorporó nuevamente a la Unión Patriótica y se convirtió en candidata con el partido para las elecciones legislativas de 2022 . Ocupa el duodécimo lugar en la lista del Pacto Histórico para la elección al Senado. Fue elegida y la coalición obtuvo veinte senadores.
Durante las elecciones presidenciales de 2022, como integrante del Pacto Histórico, el movimiento Todos somos Colombia apoya la candidatura de Gustavo Petro y Francia Márquez.

### Reconocimiento por parte del Consejo Nacional Electoral y elecciones regionales en octubre de 2023
En marzo de 2023, Todos Somos Colombia fue reconocido como partido político por el Consejo Nacional Electoral. La autoridad electoral argumenta la necesidad de reconocer un movimiento que obtuvo un importante número de votos y la elección de una senadora, Clara López.
En las elecciones regionales de 2023, el nuevo partido Todos somos Colombia tiene una posición dividida sobre sumarse al Pacto Histórico en cada departamento colombiano. En la mayoría de las regiones, el partido apoya a la coalición.
Sin embargo, en los departamentos de Chocó, Meta, Quindío y Risaralda, Todos somos Colombia apoya a sus propios candidatos o a un candidato disidente del Pacto Histórico, notablemente en Risaralda.
En el caso particular de las elecciones de Bogotá, Clara López se vio obligada a desistir de presentar su propio candidato al Concejo de Bogotá. El candidato del partido y dirigente sindical Francisco Maltés fue colocado en el decimotercer lugar de la lista del Pacto Histórico, decisión que molestó a Clara López y esta última decidió sacarlo de la lista.

## Resultados electorales

### Elecciones presidenciales
| Año  | Candidatos    | Candidatos      | 1° vuelta | 1° vuelta  | 2° vuelta  | 2° vuelta  | Resultados |
| Año  | Presidente    | Vicepresidente  | Votos     | Porcentaje | Votos      | Porcentaje | Resultados |
| ---- | ------------- | --------------- | --------- | ---------- | ---------- | ---------- | ---------- |
| 2022 | Gustavo Petro | Francia Márquez | 8 541 617 | 40,34      | 11 291 986 | 50,44      | Electo     |

### Elecciones legislativas
| Senado | Senado  | Senado     | Senado  |
| Año    | Votos   | Porcentaje | Curules |
| ------ | ------- | ---------- | ------- |
| 2022   | 509 709 | 3%         | 1/108   |